# Desmond Dekker
Desmond Dekker, echte naam Desmond Adolphus Dacres (Kingston (Jamaica), 16 juli 1941 - Surrey, Engeland, 25 mei 2006) was een Jamaicaanse ska-, rocksteady- en reggaezanger en -componist.
Hij kreeg in 1969 met zijn begeleidingsgroep The Aces internationale bekendheid door zijn wereldhit "Israelites". In vele landen was het de eerste reggaehit ooit; in Nederland stond het nummer 1 in de Veronica Top 40 en in de allereerste Hilversum 3 Top 30 van 23 mei 1969. In 1975 werd het nummer in België opnieuw een hit. In Engeland veroorzaakte de hit een regelrechte reggaerage, mede onder de daar destijds massaal arriverende Jamaicaanse immigranten.
Desmond Dekker genoot ook bekendheid als de ontdekker van Bob Marley, die hem zijn gehele leven erkentelijk bleef.
Desmond Dekker overleed op 64-jarige leeftijd aan een hartinfarct.

## Discografie

### Singles
| Single met eventuele hitnotering(en) in de Nederlandse Top 40 | Datum van verschijnen | Datum van binnenkomst | Hoogste positie | Aantal weken | Opmerkingen                    |
| ------------------------------------------------------------- | --------------------- | --------------------- | --------------- | ------------ | ------------------------------ |
| Israelites                                                    |                       | 10-5-1969             | 1(2wk)          | 10           | nr. 1 in de Hilversum 3 Top 30 |
| It mek                                                        |                       | 19-7-1969             | 12              | 7            |                                |
| Pickney gal                                                   |                       | 13-12-1969            | tip             |              |                                |
| You can get it if you really want                             |                       | 14-11-1970            | 17              | 5            |                                |

### NPO Radio 2 Top 2000
| Nummer met noteringen in de NPO Radio 2 Top 2000 | '99  | '00  | '01  | '02  |
| ------------------------------------------------ | ---- | ---- | ---- | ---- |
| Israelites (met The Aces)                        | 1544 | 1696 | 1859 | 1959 |

1. ↑  Een vetgedrukt getal geeft de hoogste notering aan.
2. ↑  Deze tabel is bijgewerkt tot en met de laatste editie (2024).

### Singles
- Honour Your Mother & Father (1963)
- Jeserene (1964, met The Four Aces)
- King of Ska (1964)
- Rudy Got Soul (1966, met The Aces)
- 007 (Shanty Town) (1967)
- Unity (1967, met The Aces)
- Hey Grandma (1967)
- Rude Boy Train (1967)
- Sabotage (1967)
- Intensified (Music Like Dirt) (1968)
- Beautiful and Dangerous (1968)
- Writing on the Wall (1968)
- Bongo Girl (1968)
- Fu Man Chu (1968)
- Shing a Ling (1968)
- It Mek (1968 - opnieuw in 1969)
- Israelites (1968 - opnieuw in 1975)
- Problems (1969)
- Pickney Gal (1969)
- You can get it if you really want (1970)
- Sing a Little Song (1975)

### Albums
- This Is (1969)
- You Can Get It (1970)
- Black & Dekker (1980)
- Compass Point (1981)
- Profile (1981)
- King of Ska [Varese] (1991)
- Music Like Dirt (1992)
- King of Kings (1993)
- Action! (1994)
- Moving Out (1996)
- Intensified (1997)
- Writing on the Wall (1998)
- Halfway to Paradise (2000)

### Compilaties
- Mother Pepper
- Israelites (1969)
- Double Dekker (1974)
- Sweet 16 Hits (1978)
- Desmond Dekker and the Aces (1985)
- 20 Golden Pieces (1987)
- Official Live & Rare (1987)
- Greatest Hits (1988)
- The Best of & The Rest of Desmond Dekker (1989)
- King of Ska [Trojan] (1991)
- Rockin' Steady: The Best of Desmond Dekker (1992)
- Israelites: 20 Greatest Hits (1993)
- Black & Dekker/Compass Point (1994)
- Shanty Town Original (1994)
- Archive (1996)
- First Time for a Long Time: Rarities... (1997)
- The Original Rude Boy (1997)
- Israelites: The Best of Desmond Dekker... (1998)
- Desmond Dekker (2000)
- Best of Desmond Dekker (2000)
- Desmond Dekker and the Aces "Action!" +... (2000)
- Israelites: Anthology 1963–1999 (2001)
- The Best of Desmond Dekker: The Israelites (2001)
- Israelites: The Best of Desmond Dekker (2002)
- Rudy Got Soul: The Complete Early Years... (2003)